# Transport Canada
Transport Canada (en francès: Transports Canada) és la representació del Ministeri de Transports del Govern Federal del Canadà. És l'encarregat del desenvolupament i l'aplicació dels reglaments i polítiques pel que fa als transports interprovincials i internacionals del Canadà. S'ocupa de la navegació marítima, del transport ferroviari i del transport aeri. La seva seu està situada a Ottawa i el ministre actual és Marc Garneau.